# Holasteron esperance
Holasteron esperance là một loài nhện trong họ Zodariidae.
Loài này thuộc chi Holasteron. Holasteron esperance được Barbara C. Baehr miêu tả năm 2004.